# Metridiidae
Metridiidae Carlgren, 1893 è una famiglia di celenterati antozoi nella superfamiglia Metridioidea dell'ordine Actiniaria.

## Descrizione
La famiglia è caratterizzata da specie in cui l'aconzio è dotato di nematocisti con b-mastigofori microbasici e amastigofori microbasici, questi ultimi talvolta molto rari o assenti nelle specie adulte. Sfintere mesogloeale. Mesenteri non divisibili in macro e microcnemi..

## Tassonomia
Secondo il World Register of Marine Species (WORMS), la famiglia risulta composta dai seguenti generi:
- Metridium  de Blainville, 1824
- Paraisometridium  Zamponi, 1978

Il genere Isometridium Carlgren, 1951, originariamente incluso nella famiglia, è stato escluso ai sensi dell'articolo 13.3.1 del Codice internazionale di nomenclatura zoologica, perché la singola specie inclusa, Isometridium richettsi, era un nomen nudum. Isometridium richettsi è un sinonimo di Metridium farcimen.